# Sexta Compañía de Bomberos "Bomba La Reina" de Ñuñoa
La Sexta Compañía "Bomba La Reina" corresponde a una Compañía del Cuerpo de Bomberos de Ñuñoa. Opera en las comunas de La Reina, Ñuñoa, Peñalolén, Macul y La Florida del Gran Santiago, Chile. 
Fue fundada el 17 de noviembre de 1959 y cuenta con las especialidades en Escalas, Salvamento, Agua, Rescate Vehicular, Salvamento, Rescate Urbano y Rescate en Aguas tormentosas.

## La Compañía

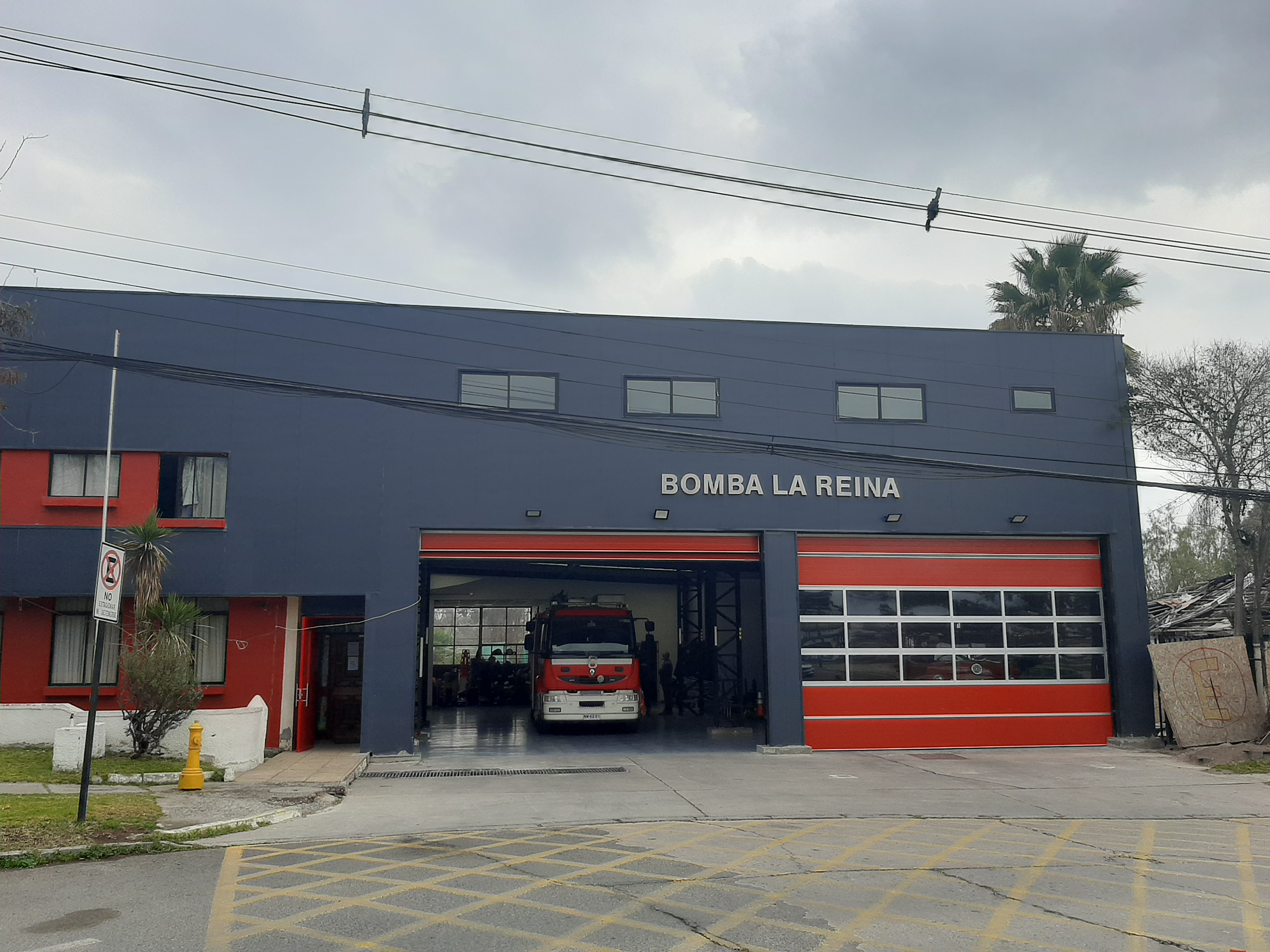
Cuartel de la Sexta Compañía de Bomberos.

Ubicada en Avenida Echeñique fermente a la Plaza Ossandón de la comuna de La Reina, originalmente creada para proteger la zona pre cordillerana de Ñuñoa, es la Compañía encargada de cubrir servicios de primera intervención en el sector correspondiente a la comuna de La Reina, y de segunda intervención en las comunas de Ñuñoa, Peñalolén, Macul y La Florida, así como también las comunas de Las Condes, Vitacura y Lo Barnechea.
Entre sus integrantes se encuentra una gran cantidad de Voluntarios que poseen el curso de Rescate Urbano, especialidad que la Sexta Compañía del Cuerpo de Bomberos de Ñuñoa ha sido pionera en Chile, lo cual ha logrado teniendo un rol activo desde su gestación como especialidad en Estados Unidos hasta la formación de sus Voluntarios y varias Fuerzas de Tareas a lo largo de Chile. Claro ejemplo es la gran cantidad de Instructores que posee y la presencia de parte de su personal en desastres naturales tanto dentro como fuera del país, asistiendo al Terremoto de Haití de 2010 y enviando, a través del Cuerpo, un gran contingente de Voluntarios a la zona cero del Terremoto de Chile de 2010.
Está a cargo del Director Sr. Cristian Orellana Cruz y del Capitán Sr. Pablo Muñoz Cárdenas, ambos nombrados en Sesión de Compañía para el período 2022 - 2023.
En la actualidad cuenta con una dotación de 110 Voluntarios, un carro Porta escalas, un carro Bomba, un carro de Rescate y un carro reliquia histórica.

## Historia
El 17 de noviembre de 1959, un grupo de visionarios e inquietos hombres, provistos del idealismo y altruismo característicos de la juventud, daban vida a lo que sería y es hoy la Sexta Compañía del Cuerpo de Bomberos de Ñuñoa, "Bomba La Reina – Alberto Ried Silva" unidad de Hachas, Escalas y Salvamento.
Medio siglo después, con el mismo espíritu y afán de los fundadores, los bomberos de la Sexta siguen al servicio a la comunidad, a la cual se deben, desarrollándose como personas y voluntarios. Pero en todo este tiempo han sido también parte importante del desarrollo del Cuerpo de Bomberos de Ñuñoa.
Por la Compañía han pasado un gran número de carros, la mayoría apodados por los voluntarios que lo tripulaban, de los que se pueden mencionar: el Tobalaba, el Mack, el REO, el Químico, el TR, el Ford, el Berliet, el "Motorratón" y actualmente el "Q", el "RB" y el "B". Alguno de ellos también pasaron por los cuarteles de la Segunda y Tercera Compañía del Cuerpo de Bomberos de Ñuñoa, habitaron desde el viejo cuartel de madera hasta lo que hoy es un moderno edificio, que tiene su forma definitiva desde 1989.
En él crecieron y se formaron jóvenes bomberos hasta ocupar altos cargos como Oficiales Generales de la Comandancia, tales como Rómulo Bruna, Alejandro Fernández, Patricio Bowen, Daniel Vergara, Marcelo Carcamo y José Miguel Santos
La Compañía fue testigo también de la muerte del cuartelero Galvarino Guzmán Viveros, en el peor accidente de la Compañía, cuando el carro portaescalas Ford fue impactado por un bus con personal militar. Así como la del Voluntario Isaac Perera Diamante, quien falleció en 2007 cuando terminaba un ejercicio de Compañía, quien fue declarado "Muerto en Acto de Servicio" por el Cuerpo.
El 14 de diciembre de 1962 en la calle Madreselvas, entre las calles José Pedro Alessandri y Premio Nobel, se declaró un feroz incendio en una fábrica de la comuna de Ñuñoa (actual Macul ) que le costó la vida a tres voluntarios de la Segunda Compañía, y dejó como a un verdadero sobreviviente al Voluntario (Fundador) José Urzúa.
Actualmente la Compañía posee una dotación de 110 voluntarios.
En el año 2010 se inició el proceso de diseño de lo que es el nuevo carro porta escalas de la Compañía, en reemplazo del actual que lleva 27 años de servicio ininterrumpidos. La máquina, fabricada por la empresa norteamericana Crimson Fire, Inc., arribó en San Antonio (Chile) el 25 de noviembre de 2011. Actualmente es el carro de la compañía que tiene mayor cantidad de despachos.

### Cuartel
Tras ser acogidos durante sus primeros años de vida en la Segunda y Tercera Compañías, se trasladó a su ubicación actual en la Plaza Ossandón 33°26′34.533″S 70°32′32.283″O / -33.44292583, -70.54230083, corazón de la comuna de La Reina y anteriormente el sector alto de la comuna de Ñuñoa.
Una vez ahí y usando como cuartel parte del material que había pertenecido a la Quinta Compañía, empezó el lento proceso de establecer la casa, la que los acoge hasta hoy.
Una sala de máquinas para un carro, una guardia nocturna estrecha y dependencias que albergaban los espacios básicos, donde las sesiones se desarrollaban en el aparcadero del carro, dieron paso a un Cuartel de dos pisos, donde pueden desarrollarse cómodamente las funciones requeridas por Oficiales, voluntarios y personal rentado.
En la actualidad, la sala de máquinas tiene cabida para tres modernos carros, un Porta-escalas, un carro de Rescate y un carro de Agua, y actualmente nuestro cuartel se encuentra en proceso de construcción y ampliación de dependencias. Las obras serían terminadas para mitad de año 2021.
La Sala de Sesiones da cabida a cien voluntarios y la Guardia Nocturna alberga a doce voluntarios en dos secciones. A ello se suma un casino y sala de estar, una sala de juegos, dos casas para cuarteleros, sala de Brigada Juvenil, una multicancha y patio con piscina y quincho.

### Guardia Nocturna
La Guardia Nocturna está constituida por todos los Voluntarios Activos de la Compañía que no están casados o imposibilitados de recogerse a esta. El propósito de esta unidad, es velar por la protección de la comunidad ante los Incendios, Salvamentos, Rescates Vehiculares y emergencias de toda índole, producidos durante el transcurso de la noche. La Guardia Nocturna de la Sexta Compañía, cuenta con 2 grupos de guardianes, quienes durante un periodo de 15 días (por grupo de Guardianes) deben pernoctar en las dependencias de nuestro cuartel. Para eso, la Compañía cuenta con dependencias para tal efecto (Guardia Nocturna) completamente equipadas para que los Voluntarios puedan dormir, guardar sus pertenencias y recuperar energías perdidas durante una emergencia nocturna.

## Material Mayor
A la Sexta Compañía mantiene activos los siguientes carros:
| Tipo de carro                  | Imagen | Marca / Modelo / Año                   | Denominación |
| ------------------------------ | ------ | -------------------------------------- | ------------ |
| Portaescalas (Pieza Histórica) |        | Ford 850 Ward La France 1972           | L-6          |
| Bomba de 1a. Intervención      |        | Renault-Camiva Midlum 270 2007         | B-6          |
| Portaescalas                   |        | Crimson Fire - Spartan Metro Star 2011 | Q-6          |
| Rescate Vehicular              |        | Renault-Camiva Midlum 210 1996         | RB-6         |

### Vehículos que prestaron servicio, hoy retirados de la compañía[6]
| Tipo de carro             | Imagen | Marca / Modelo / Años de servicio                       | Destinado                                                                   |
| ------------------------- | ------ | ------------------------------------------------------- | --------------------------------------------------------------------------- |
| Portaescalas              |        | Studebaker Carrozado Industria Chilena 1941 (1954-1969) | Enajenado (Desmontado)                                                      |
| Bomba de 1a. Intervención |        | Berliet KB 770 1976 (1989-1996)                         | Junta Nacional                                                              |
| Portaescalas              |        | Renault-Camiva PG-60 1984 (1984-2012)                   | Segunda Compañía de Buin                                                    |
| Rescate Vehicular         |        | Renault-Camiva Midlum 150 1998                          | Segunda Compañía de Ñuñoa, Comandancia (como carro de Rescate de reemplazo) |

## Especialidad
El concepto de especialidad bajo el cual se rige el funcionamiento operativo del Cuerpo de Bomberos de Ñuñoa desde el año de su fundación, está compuesto por:
1. Unidades de Agua.
2. Unidades de Escalas y Salvamento (heredera del legado operativo de la fusión de las antiguas Compañías Chilenas de “Hachas, Ganchos y Escaleras” y de “Salvadores y Guardias de la Propiedad”).
3. Unidades de Rescate Vehicular.
4. Unidades de Hazmat (Materiales Peligrosos).

Por la necesidad de contar con una gran fuerza de trabajo capacitada y disponible para responder y actuar ante catástrofes de gran magnitud, tanto dentro como fuera de la jurisdicción del Cuerpo de Bomberos de Ñuñoa, se ha incluido en los últimos años la especialidad de Rescate Urbano, siendo adoptada a nivel general del Cuerpo e integrada por miembros de todas las Compañías de la Institución, importada desde EE. UU. y desarrollada en Chile a fines de los años ’90 por la Sexta Compañía “Bomba La Reina”, pionera en esta disciplina a nivel nacional.
Bajo esta estructura, la Sexta Compañía opera desde su fundación como unidad de Escalas y Salvamento primordialmente, adquiriendo con el paso de los años las especialidades de Rescate Vehicular (desprendida del concepto del Salvamento) y de Agua como unidad de 1.ª Intervención dentro de sus primeros sectores de respuesta, realizando con esto las siguientes labores en el servicio respecto de los escenarios que se indican:

### Escala y Salvamento

#### En llamados por fuego
En este tipo de llamados la Sexta Compañía tiene la misión de crear los accesos necesarios para el ingreso de las líneas de agua de las Compañías de esa especialidad tras la detección de los focos más importantes del fuego, la localización y recuperación de víctimas, contando para tal efecto con más de 30 escalas de distintos tipos y dimensiones en el carro porta escalas, además de equipos y herramientas de entrada forzada tales como hachas, haligans, motosierras, motodiscos, percutores, equipo de oxicorte, entre otras cosas.
Evacuación de los gases hacia el exterior de la estructura para el mejoramiento de las condiciones interiores de trabajo para el resto del personal, lo cual evita los Backdraft o explosiones de humo, y los Flashover o combustión súbita generalizada, realizando para esto labores de ventilación vertical (desteche) y horizontal con el apoyo de ventiladores de gran caudal de evacuación, mejorando además la visibilidad interior de los equipos de trabajo.
Corte de suministro eléctrico y combustible (gas) para la seguridad del personal en las operaciones al interior y exterior de la estructura.
Remoción de escombros y control de brotes de incendio una vez controlado el siniestro así como el retiro de los bienes para minimizar los efectos causados por el daño del agua.

#### En llamados por personas en riesgo de muerte y lesión
La Sexta Compañía tiene principalmente la misión de acceder (por medio de escalas, entrada forzada o cuerdas) a las víctimas en la situación en que estas se encuentren, ya sea:
1. Suspendidas en altura con riesgo de caída.
2. Atrapadas o encerradas en ascensores y en niveles superiores o inferiores.
3. Caídas en aguas torrentosas con riesgo de ahogamiento por inmersión
4. Intentos de suicidio en torres de alta tensión o alturas de nivel superior.
5. Caídas desde altura con resultado de empalamiento o ubicación en acceso difícil.
6. Atrapadas en derrumbes, deslaves, colapsos estructurales.

Para estos llamados y otros escenarios posibles, la Compañía cuenta con técnicas especializadas y el apoyo de indumentaria y equipamiento específico para la recuperación, extracción y evacuación de las víctimas tales como material de cuerdas, trajes de neopreno y chalecos salvavidas con cuerdas flotantes, cojines neumáticos de levante, percutores neumáticos y eléctricos, alzaprimas de estabilización, equipo de oxicorte y material médico, entre otros.

#### En llamados por accidentes eléctricos o emanación de gases
Ante estos tipos de alarmas la prioridad en las funciones de la Sexta Compañía es establecer la presencia de víctimas por electrocución o intoxicación, realizando operaciones de salvamento y si es necesario de resucitación, aplicación de oxígeno y tratamiento de quemaduras y otras lesiones.
En accidentes eléctricos tiene la misión de asegurar la escena realizando el cierre del perímetro de seguridad del trabajo, monitoreando la ubicación y de las posibles líneas energizadas de un circuito en el interior de una estructura cortando la alimentación de este de ser necesario.
En emanaciones de gases tiene la misión de crear accesos para el trabajo de la unidad especializada en el control de emanaciones o unidades de agua con las cuales se actúe en conjunto en la primera respuesta, monitoreando a fin de establecer la complejidad de la alarma, además de efectuar las labores de ventilación forzada correspondientes.

### Rescate Vehicular
En accidentes vehiculares, la Sexta Compañía tiene la misión de dar soporte vital primario a las víctimas, contando para tal efecto con material médico para el control de hemorragias, resucitación cardiopulmonar, estabilización de extremidades fracturadas, control e inmovilización de columna cervical, además de liberar a las víctimas atrapadas desde carrocerías deformadas por impacto o bajo volcamiento de vehículos.

### Primera intervención en agua
Tiene la misión de intervenir como primera unidad en la respuesta dentro de sus primeros sectores de acción, principalmente en la comuna de La Reina, en llamados por fuego (estructurales y forestales) realizando las maniobras de despliegue y avance del material de agua en función de la confinación y control del fuego, asegurando el escenario para el ataque de este por parte de las Compañías de Agua restantes que acuden a la alarma.
En llamados por accidentes eléctricos y emanaciones de gases actúa como unidad de aseguramiento de la escena ante la posibilidad de cualquier combustión de materiales por recalentamiento eléctrico y explosión de gases combustibles, respectivamente.

## Oficiales
Para el periodo 2022-2023, la Sexta Compañía cuenta con la siguiente oficialidad y consejo de disciplina:
| Cargo                            | Nombre                      |
| -------------------------------- | --------------------------- |
| Director Honorario               | Alejandro Fernández Jarpa   |
| Director                         | Cristian Orellana Cruz      |
| Tesorero General                 | José Miguel Santos Chia     |
| Capitán                          | Rodrigo Vergara Fernandez   |
| Teniente Primero                 | Yuri Nussbaum Galvez        |
| Teniente Segundo                 | Nicolas Saravia Muñoz       |
| Teniente Tercero                 | Nicolás Saravia Muñoz       |
| Secretario                       | Fernando Rojas Olivares     |
| Tesorero                         | Claudio Raglianti Vergara   |
| Maquinista                       | Ignacio Varas Constanso     |
| Maquinista                       | Pablo Salinas Araya         |
| Ayudante                         | Sebastián Bazan             |
| Ayudante                         |                             |
| Presidente Consejo de Disciplina | Baltazar Lennon González    |
| Secretario Consejo de Disciplina | Gonzalo Rodríguez Latorre   |
| Consejero de Disciplina          | Aldo Cuevas Camarda         |
| Consejero de Disciplina          | Jovan Mandic Muñoz          |
| Consejero de Disciplina          | Patricio De La Cerda Peters |
| Consejero de Disciplina          | Ignacio Curilao             |

## Competencias Bomberiles
- Competencia Interna Comandante Alberto Ried Silva (Especialidad Escala) (9):[9] 1981, 1987, 2003, 2005, 2009, 2013, 2015, 2017, 2019.